# Eugraphe characterea
Eugraphe characterea là một loài bướm đêm trong họ Noctuidae.